# Fed Cup 2011 Zona Euro-Africana Gruppo I - Pool D
Il Pool D della zona Euro-Africana Gruppo I nella Fed Cup 2011 è uno dei quattro gruppi in cui è suddiviso il Gruppo I della zona Euro-Africana. Quattro squadre si sono scontrate nel formato round robin. (vedi anche Pool A, Pool B, Pool C)
|   | Pool D            | Paesi Bassi (bandiera) | Romania (bandiera) | Ungheria (bandiera) | Lettonia (bandiera) |
| 1 | Paesi Bassi (3-0) |                        | 3-0                | 3-0                 | 3-0                 |
| 2 | Romania (2-1)     | 0-3                    |                    | 2-1                 | 2-1                 |
| 3 | Ungheria (1-2)    | 0-3                    | 1-2                |                     | 3-0                 |
| 4 | Lettonia (0-3)    | 0-3                    | 1-2                | 0-3                 |                     |

## Paesi Bassi vs. Romania
| Paesi Bassi 3 | Municipal Tennis Club, Eilat, Israele 2 febbraio 2011 cemento outdoor (acrilico) | Municipal Tennis Club, Eilat, Israele 2 febbraio 2011 cemento outdoor (acrilico) | Romania 0 |     |     |  |
| \| \| \| \| 1 \| 2 \| 3 \| \| \| - \| \| --------------------------------------------------------------------- \| --- \| --- \| --- \| \| \| 1 \| \| Michaëlla Krajicek Monica Niculescu \| 6 3 \| 6 1 \| \| \| \| 2 \| \| Arantxa Rus Alexandra Dulgheru \| 6 4 \| 6 3 \| \| \| \| 3 \| \| Kiki Bertens / Richèl Hogenkamp Alexandra Dulgheru / Monica Niculescu \| 7 6 \| 3 6 \| 7 5 \| \| |                                                                                  |                                                                                  |           |     |     |  |
| |                                                                                  |                                                                                  | 1         | 2   | 3   |  |
| 1 | Paesi Bassi (bandiera) · Romania (bandiera)                                      | Michaëlla Krajicek Monica Niculescu                                              | 6 3       | 6 1 |     |  |
| 2 | Paesi Bassi (bandiera) · Romania (bandiera)                                      | Arantxa Rus Alexandra Dulgheru                                                   | 6 4       | 6 3 |     |  |
| 3 | Paesi Bassi (bandiera) · Romania (bandiera)                                      | Kiki Bertens / Richèl Hogenkamp Alexandra Dulgheru / Monica Niculescu            | 7 6       | 3 6 | 7 5 |  |

## Ungheria vs. Lettonia
| Ungheria 3 | Municipal Tennis Club, Eilat, Israele 2 febbraio 2011 cemento outdoor (acrilico) | Municipal Tennis Club, Eilat, Israele 2 febbraio 2011 cemento outdoor (acrilico) | Lettonia 0 |     |   |  |
| \| \| \| \| 1 \| 2 \| 3 \| \| \| - \| \| ------------------------------------------------------------ \| --- \| --- \| - \| \| \| 1 \| \| Tímea Babos Irina Kuzmina \| 6 3 \| 6 4 \| \| \| \| 2 \| \| Gréta Arn Līga Dekmeijere \| 6 3 \| 6 0 \| \| \| \| 3 \| \| Tímea Babos / Réka-Luca Jani Līga Dekmeijere / Irina Kuzmina \| 6 4 \| 6 3 \| \| \| |                                                                                  |                                                                                  |            |     |   |  |
| |                                                                                  |                                                                                  | 1          | 2   | 3 |  |
| 1 | Ungheria (bandiera) · Lettonia (bandiera)                                        | Tímea Babos Irina Kuzmina                                                        | 6 3        | 6 4 |   |  |
| 2 | Ungheria (bandiera) · Lettonia (bandiera)                                        | Gréta Arn Līga Dekmeijere                                                        | 6 3        | 6 0 |   |  |
| 3 | Ungheria (bandiera) · Lettonia (bandiera)                                        | Tímea Babos / Réka-Luca Jani Līga Dekmeijere / Irina Kuzmina                     | 6 4        | 6 3 |   |  |

## Paesi Bassi vs. Ungheria
| Paesi Bassi 3 | Municipal Tennis Club, Eilat, Israele 3 febbraio 2011 cemento outdoor (acrilico) | Municipal Tennis Club, Eilat, Israele 3 febbraio 2011 cemento outdoor (acrilico) | Ungheria 0 |     |     |  |
| \| \| \| \| 1 \| 2 \| 3 \| \| \| - \| \| --------------------------------------------------------------- \| --- \| --- \| --- \| \| \| 1 \| \| Michaëlla Krajicek Tímea Babos \| 6 2 \| 6 3 \| \| \| \| 2 \| \| Arantxa Rus Gréta Arn \| 6 2 \| 6 4 \| \| \| \| 3 \| \| Kiki Bertens / Richèl Hogenkamp Réka-Luca Jani / Katalin Marosi \| 2 6 \| 6 2 \| 6 2 \| \| |                                                                                  |                                                                                  |            |     |     |  |
| |                                                                                  |                                                                                  | 1          | 2   | 3   |  |
| 1 | Paesi Bassi (bandiera) · Ungheria (bandiera)                                     | Michaëlla Krajicek Tímea Babos                                                   | 6 2        | 6 3 |     |  |
| 2 | Paesi Bassi (bandiera) · Ungheria (bandiera)                                     | Arantxa Rus Gréta Arn                                                            | 6 2        | 6 4 |     |  |
| 3 | Paesi Bassi (bandiera) · Ungheria (bandiera)                                     | Kiki Bertens / Richèl Hogenkamp Réka-Luca Jani / Katalin Marosi                  | 2 6        | 6 2 | 6 2 |  |

## Romania vs. Lettonia
| Romania 2 | Municipal Tennis Club, Eilat, Israele 3 febbraio 2011 cemento outdoor (acrilico) | Municipal Tennis Club, Eilat, Israele 3 febbraio 2011 cemento outdoor (acrilico) | Lettonia 1 |     |     |  |
| \| \| \| \| 1 \| 2 \| 3 \| \| \| - \| \| ------------------------------------------------------------------ \| --- \| --- \| --- \| \| \| 1 \| \| Monica Niculescu Irina Kuzmina \| 6 4 \| 6 2 \| \| \| \| 2 \| \| Alexandra Dulgheru Līga Dekmeijere \| 6 2 \| 6 1 \| \| \| \| 3 \| \| Cristina Dinu / Alexandra Dulgheru Līga Dekmeijere / Irina Kuzmina \| 4 6 \| 6 0 \| 5 7 \| \| |                                                                                  |                                                                                  |            |     |     |  |
| |                                                                                  |                                                                                  | 1          | 2   | 3   |  |
| 1 | Romania (bandiera) · Lettonia (bandiera)                                         | Monica Niculescu Irina Kuzmina                                                   | 6 4        | 6 2 |     |  |
| 2 | Romania (bandiera) · Lettonia (bandiera)                                         | Alexandra Dulgheru Līga Dekmeijere                                               | 6 2        | 6 1 |     |  |
| 3 | Romania (bandiera) · Lettonia (bandiera)                                         | Cristina Dinu / Alexandra Dulgheru Līga Dekmeijere / Irina Kuzmina               | 4 6        | 6 0 | 5 7 |  |

## Paesi Bassi vs. Lettonia
| Paesi Bassi 3 | Municipal Tennis Club, Eilat, Israele 4 febbraio 2011 cemento outdoor (acrilico) | Municipal Tennis Club, Eilat, Israele 4 febbraio 2011 cemento outdoor (acrilico) | Lettonia 0 |     |   |  |
| \| \| \| \| 1 \| 2 \| 3 \| \| \| - \| \| --------------------------------------------------------------- \| --- \| --- \| - \| \| \| 1 \| \| Kiki Bertens Lina Lileikite \| 6 2 \| 6 1 \| \| \| \| 2 \| \| Michaëlla Krajicek Līga Dekmeijere \| 6 2 \| 6 2 \| \| \| \| 3 \| \| Kiki Bertens / Richèl Hogenkamp Līga Dekmeijere / Irina Kuzmina \| 6 1 \| 6 3 \| \| \| |                                                                                  |                                                                                  |            |     |   |  |
| |                                                                                  |                                                                                  | 1          | 2   | 3 |  |
| 1 | Paesi Bassi (bandiera) · Lettonia (bandiera)                                     | Kiki Bertens Lina Lileikite                                                      | 6 2        | 6 1 |   |  |
| 2 | Paesi Bassi (bandiera) · Lettonia (bandiera)                                     | Michaëlla Krajicek Līga Dekmeijere                                               | 6 2        | 6 2 |   |  |
| 3 | Paesi Bassi (bandiera) · Lettonia (bandiera)                                     | Kiki Bertens / Richèl Hogenkamp Līga Dekmeijere / Irina Kuzmina                  | 6 1        | 6 3 |   |  |

## Ungheria vs. Romania
| Ungheria 1 | Municipal Tennis Club, Eilat, Israele 4 febbraio 2011 cemento outdoor (acrilico) | Municipal Tennis Club, Eilat, Israele 4 febbraio 2011 cemento outdoor (acrilico) | Romania 2 |     |   |  |
| \| \| \| \| 1 \| 2 \| 3 \| \| \| - \| \| ---------------------------------------------------------- \| --- \| --- \| - \| \| \| 1 \| \| Réka-Luca Jani Monica Niculescu \| 0 6 \| 2 6 \| \| \| \| 2 \| \| Tímea Babos Alexandra Dulgheru \| 1 6 \| 1 6 \| \| \| \| 3 \| \| Gréta Arn / Tímea Babos Cristina Dinu / Alexandra Dulgheru \| 7 5 \| 6 0 \| \| \| |                                                                                  |                                                                                  |           |     |   |  |
| |                                                                                  |                                                                                  | 1         | 2   | 3 |  |
| 1 | Ungheria (bandiera) · Romania (bandiera)                                         | Réka-Luca Jani Monica Niculescu                                                  | 0 6       | 2 6 |   |  |
| 2 | Ungheria (bandiera) · Romania (bandiera)                                         | Tímea Babos Alexandra Dulgheru                                                   | 1 6       | 1 6 |   |  |
| 3 | Ungheria (bandiera) · Romania (bandiera)                                         | Gréta Arn / Tímea Babos Cristina Dinu / Alexandra Dulgheru                       | 7 5       | 6 0 |   |  |

## Verdetti
- Paesi Bassi ammessi agli spareggi finali insieme ai vincitori del Pool A, del Pool B e del Pool C.
- Lettonia condannata agli spareggi finali per evitare la retrocessione al Gruppo II della zona Euro-Africana, insieme all'ultima in classifica del Pool A, del Pool B e del Pool C.